# Max Brückner (Mathematiker)

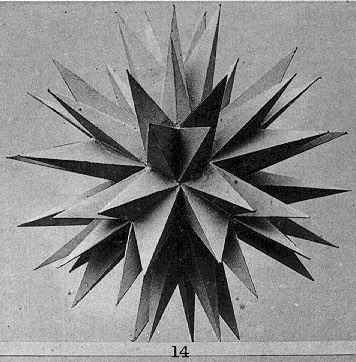
Maximaler Ikosaederstern, einer der von Brückner erstmals untersuchten Polyedersterne, aus Vielecke und Vielflache. Theorie und Geschichte, Teubner, Leipzig, 1900, Tafel XI, Detail

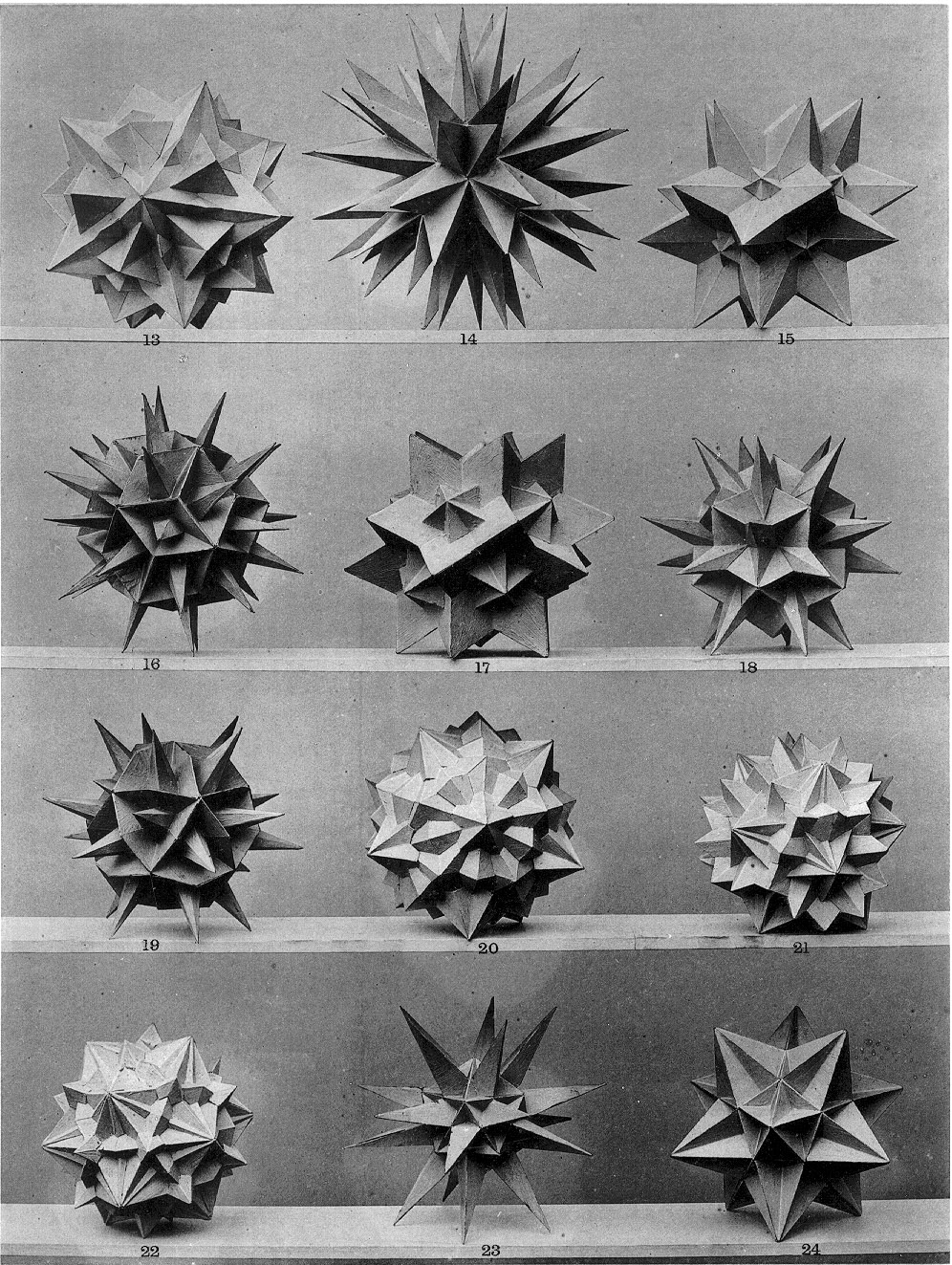
Tafel XI aus Vielecke und Vielflache. Theorie und Geschichte, Teubner, Leipzig, 1900

Johannes Max Brückner (* 5. August 1860 in Harthau, Königreich Sachsen; † 1. November 1934 in Bautzen) war ein deutscher Geometer, der für seine Sammlung polyedrischer Modelle bekannt war.

## Werdegang
Brückner wurde in Harthau im Königreich Sachsen geboren.
Nach dem Studium der Mathematik und Physik in Leipzig 1880 bis 1885 promovierte er 1886 an der Universität Leipzig bei Felix Klein und Wilhelm Scheibner mit einer Dissertation Über eine besondere Art der konformen Abbildung einer Ebene auf eine andere. Nachdem er von 1887 bis 1897 an einem Realgymnasium in Zwickau unterrichtet hatte, wurde er an das Gymnasium in Bautzen berufen, wo er bis zu seiner Pensionierung 1924 tätig war. Er starb am 1. November 1934 in Bautzen.
Seit 1893 war Brückner Mitglied der deutschen Mathematiker-Vereinigung (DMV) und eingeladener Sprecher auf dem Internationalen Mathematikerkongress in Heidelberg (1904), Rom (1908), Cambridge (1912) und Bologna (1928). In den Jahren 1930 und 1931 schenkte er seine umfangreiche Modellsammlung der Universität Heidelberg, und die Universität verlieh ihm daraufhin 1931 die Ehrendoktorwürde für den Aufbau einer Sammlung von über 200 mathematischen Modellen von Sternkörpern.
Im folgenden Jahr wurde ihm zudem von gleicher Stelle die Ehrenbürgerwürde für seine Forschung auf dem Gebiet der Polyedertheorie verliehen.
Brückner ist für die Herstellung vieler geometrischer Modelle bekannt, insbesondere von sternförmigen und uniformen Polyedern, die er in seinem Buch Vielecke und Vielflache. Theorie und Geschichte dokumentierte. Zu den Formen, die in diesem Buch untersucht wurden, gehört auch ein Polyeder aus drei ineinander geschachtelten Oktaedern, das durch M. C. Eschers Druck Sterne berühmt wurde. Dass Escher sich explizit und mehrfach auf Brückner bezieht, wird durch seine handschriftlichen Notizen am Rand einiger seiner Zeichnungen und Vorstudien zu weiteren Werken deutlich.

## Schriften
- Das Ottajanosche Problem , Zückler, Zwickau, 1892 (Digitalisat)
- Die Elemente der vierdimensionalen Geometrie mit besonderer Berücksichtigung der Polytope, Jahresbericht des Vereins für Naturkunde zu Zwickau 1893
- Geschichtliche Bemerkungen zur Aufzählung der Vielflache, Zückler, Zwickau, 1897 (Digitalisat)
- Vielecke und Vielflache – Theorie und Geschichte, Teubner, Leipzig, 1900
- Über die gleicheckig-gleichflächigen, diskontinuierlichen und nichtkonvexen Polyeder. In: Abhandlungen der kaiserlichen leopoldinisch-carolinischen deutschen Akademie der Naturforscher, Bd. 86, S. 1–348, Halle 1906